# 鄭明勳
郑明勋（韓語：정명훈，羅馬化：Chung Myung-whun，1953年1月22日—），韩国指挥家，钢琴家。

## 早年
郑明勋生于韩国首尔，在1957年开始学习钢琴。1960年首次以钢琴家的身份与汉城爱乐乐团合作演出。1974年在柴可夫斯基国际钢琴比赛中获银牌。
后来郑明勋在曼内斯音乐学院和茱莉亚音乐学院学习指挥。1978年，他完成指挥学习并移居美国，在指挥家朱里尼底下担任洛杉磯爱乐乐团助理指挥，不久又升任为副指挥。1983年，举家移居欧洲。

## 職業生涯
1986年，郑明勋在美国纽约大都会歌剧院交响乐会上首次登台，曲目是威尔第的歌剧《西蒙·波卡涅拉》。
1984－1990年，被任命为萨尔布吕肯广播交响乐团的音乐总监和首席指挥。1987－1992年，担任佛罗伦斯市立剧院的首席客座指挥。1989－1994年，担任巴黎歌剧院的音乐总监。1989年5月，成为法国巴士底歌剧院音乐总监，这是他事业上的重要起点。2001年成为东京爱乐乐团特别艺术顾问，2010年成为荣誉指挥，2016年成为名誉音乐总监。2012 年，郑明勋成为德累斯顿国家管弦乐团历史上第一位首席客座指挥。2005－2015年，他是首尔爱乐乐团的首席指挥。在此期间，首尔爱乐乐团成为第一个与主要唱片公司签约的亚洲乐团，并在逍遥音乐会上首次演出。
郑明勋首演了梅西安的最后一部作品《Concert à quatre》，这是作曲家献给郑明勋和巴士底管弦乐团的作品。郑于2011年访问朝鲜，并同意组建一支由朝鲜和韩国音乐家组成的乐团。

## 获奖与荣誉
- 1988年，佛朗哥·阿比亚蒂（英语：Franco Abbiati）奖（意大利）
- 1989年，阿图罗·托斯卡尼尼奖
- 1991年，年度艺术家（法国剧院协会和音乐评论会）
- 1992年，法国荣誉军团勋章
- 1997年，湖岩艺术奖（英语：Ho-Am Prize in the Arts）
- 2005年，韩国形象传播奠基奖
- 2011年，艺术与文学勋章司令（法国）
- 2017年，意大利之星勋章（英语：Order of the Star of Italy）指挥官[8]
- 1995年12月，年度风云人物（联合国教科文组织）[9]
- 韩国名誉文化大使

## 作品節選
- Laroque, Frédéric.  (CD). Deutsche Grammophon. Barcode 028943781824.
- (CD). Deutsche Grammophon. Barcode 028944920727.
- (CD). Deutsche Grammophon. Barcode 028946904626.

## 個人生活
郑明勋是女小提琴演奏家鄭京和的六弟，比她小六岁，鄭明勛的另外一個姊姊鄭明和是大提琴家。姊弟三人曾合作演出鋼琴三重奏，有“郑门三杰”之称。
1992年，郑明勋和他的姊妹们成为联合国药物控制工程的亲善大使，以推进全世界反毒品工程的推广。